# Франсіско Гатторно
Франсіско Алехандро Гатторно Санчес (англ. Francisco Alejandro Gattorno Sánchez; нар. 12 жовтня 1964, Санта-Клара) — кубинський та мексиканський актор.

## Життєпис
Народився 12 жовтня 1964 року у місті Санта-Клара на Кубі. Його батьком був іспанський іммігрант з Канарських островів, а мати походила від гаїтянських поселенців французького походження, які оселилися на Кубі на початку 19 століття. 1984 року дебютував в кіно у кубинській стрічці «Наречена для Давида». 1988 року разом з Ганною Шигуллою зіграв у фільмі «Літо міс Форбс», екранізації оповідання Гарсії Маркеса «Щасливе літо сеньйори Форбес». 1993 року виконав одну з другорядних ролей у фільмі «Полуниця і шоколад», який було номіновано на премію Оскар у категорії Найкращий фільм іноземною мовою.
1995 року виконав головну чоловічу роль у мексиканській теленовелі «Хазяйка» виробництва Televisa, де його партнерами стали Анхеліка Рівера, Синтія Клітбо, Росіта Кінтана, Норма Еррера та Сальвадор Санчес. Серіал зазнав міжнародного успіху та приніс акторові низку телепремій. Надалі Гатторно отримав мексиканське громадянство та продовжив активно зніматися на телебаченні, у нього були успішні ролі в теленовелах «В полоні пристрасті» (1996), «Лабіринти пристрасті» (1999—2000), «Земля пристрасті» (2006), «Вдова Бланко» (2006—2007) та багатьох інших.

## Особисте життя
У 1995—1997 роках Гатторно був одружений з акторкою Синтією Клітбо. Шлюб завершився розлученням.
1999 року одружився з Бельмаріс Гонсалес, танцівницею кубинського походження. В подружжя народились двоє доньок — Ізабелла та Кароліна Алісія.

## Фільмографія
| Рік       |   | Українська назва                 | Оригінальна назва                 | Роль                                   |
| --------- | - | -------------------------------- | --------------------------------- | -------------------------------------- |
| 1984      | ф | Наречена для Давида              | Una nivia para David              | Мігель                                 |
| 1988      | ф | Літо міс Форбс                   | El versno de la señora Forbes     | Акілес                                 |
| 1993      | ф | Полуниця і шоколад               | Fresa y chocolate                 | Мігель                                 |
| 1995      | с | Хазяйка                          | La dueña                          | Хосе-Марія Кортес                      |
| 1996      | с | В полоні пристрасті              | Cañaversl de pasiones             | Хуан де Діос Монтеро Карраско          |
| 1996—1997 | с | Ти і я                           | Tú y yo                           | Рікардо Васкес                         |
| 1998      | с | Дорогоцінна                      | Preciosa                          | Альваро Сан Роман                      |
| 1999—2000 | с | Лабіринти пристрасті             | Laberintos de pasiones            | Педро Валенсія Міранда                 |
| 2000      | ф | Поки не настане ніч              | Before Night Falls                | Хорхе Камачо                           |
| 2001      | с | Дев'ята заповідь                 | El noveno mandamiento             | Родріго Бетанкур                       |
| 2001—2002 | с | Коханці пустелі                  | Amantes del desierto              | Андрес Бустаманте                      |
| 2002      | с | Напарники поспішають на допомогу | Cómplices al rescate              | Альберто дель Ріо                      |
| 2002—2003 | с | Клас 406                         | Clase 406                         | Сантьяго Кадавід/Луїс Феліпе Вілласана |
| 2004      | с | Серця на межі                    | Corazones al límite               | Мендоса                                |
| 2005      | ф | Крейзі                           | Havoc                             | Луїс Хосе                              |
| 2006      | с | Земля пристрасті                 | Tierra de pasiones                | Пабло Гонсалес                         |
| 2006—2007 | с | Вдова Бланко                     | La viuda de Blanco                | Себастьян Бланко Альбаррасін           |
| 2009      | с | Мій гріх                         | Mi pecado                         | Родольфо Уерта                         |
| 2009      | ф | Без неї                          | Sin ella                          | Фабіан                                 |
| 2010      | ф | Шанс                             | Chance                            | Фернандо Гонсалес Дюбуа                |
| 2010      | с | Не бійся мріяти                  | Atrévete a soñar                  | Карлос Рінкон                          |
| 2012      | с | Безодня пристрастей              | Abismo de pasión                  | Брауліо Чірінос                        |
| 2012—2013 | с | Істинне кохання                  | Amores verdadores                 | Сантіно Рока (Сальсеро)                |
| 2013—2014 | с | Те, що життя в мене вкрало       | Lo que la vida me robó            | Сандро Нарваес                         |
| 2014—2015 | с | Італійка збирається заміж        | Muchacha italiana viene a casarse | Анібал Валенсія                        |
| 2016      | с | Амазонки                         | Las amazonas                      | Хуан де Діос                           |
| 2016      | с | Жінки в чорному                  | Mujeres de negro                  | Лоренцо Рівера                         |
| 2017      | с | Обіцянка                         | El bienamado                      | Хесус Транквіліно                      |
| 2018      | с | Доньки Місяця                    | Hihas de luna                     | Альберто Сентеро                       |
| 2018      | с | Кохання поза законом             | Por amar sin ley                  | Даміан Альварес                        |
| 2018      | с | Володар неба                     | El señor de los cielos            | Густаво Кастро                         |
| 2021      | с | Безсердечна                      | La desalmada                      | Антоніо Естудільйо                     |
| 2022      | с | Обман                            | Amores que engañan                | Марсель                                |
| 2024      | с | Жити любов'ю                     | Vivir de amor                     | Антоніо Санчес                         |
| 2024—2025 | с | Гірке кохання                    | Amor amargo                       | Хайме Хіменес Перальта                 |

## Нагороди та номінації
TVyNovelas Awards
- 1996 — Найкращий актор — відкриття (Хазяйка).
- 2000 — Найкращий актор (Лабіринти пристрасті).

ACE Awards
- 1996 — Найкраще чоловіче одкровення (Хазяйка).
- 1997 — Найкращий актор (В полоні пристрасті).
- 2013 — Найкращий актор другого плану (Істинне кохання).
- 2016 — Найкращий актор другого плану (Італійка збирається заміж).

El Heraldo de México
- 1996 — Найкращий актор — відкриття (Хазяйка).